# Henri Patrelle
Henri Patrelle (1918 – 25 dicembre 1995) è stato un calciatore, imprenditore e dirigente sportivo francese, ultimo presidente dello Stade Saint-Germain e primo presidente del PSG. Nel 1960 è stato anche vicepresidente della federazione calcistica francese.

## Carriera
Fino al 1942 è stato calciatore dello Stade Saint-Germain, squadra che militava nella quinta divisione della Ligue de Paris. Nello stesso anno è diventato dirigente del club parigino, con la quale ha raggiunto i trentaduesimi della coppa nazionale nella stagione 1948-49. Nel 1958 è divenuto presidente dei Blancs, carica durata fino al 1970. Dopo la fusione con il Paris FC, è diventato il primo presidente della nuova società parigina, carica durata fino al termine della sua vita.